# Gästmyra
Gästmyra (Formicoxenus nitidulus) är en myrart som först beskrevs av Nylander 1846.  Gästmyra ingår i släktet Formicoxenus och familjen myror. IUCN kategoriserar arten globalt som sårbar. Arten är reproducerande i Sverige. Inga underarter finns listade i Catalogue of Life.

## Bildgalleri

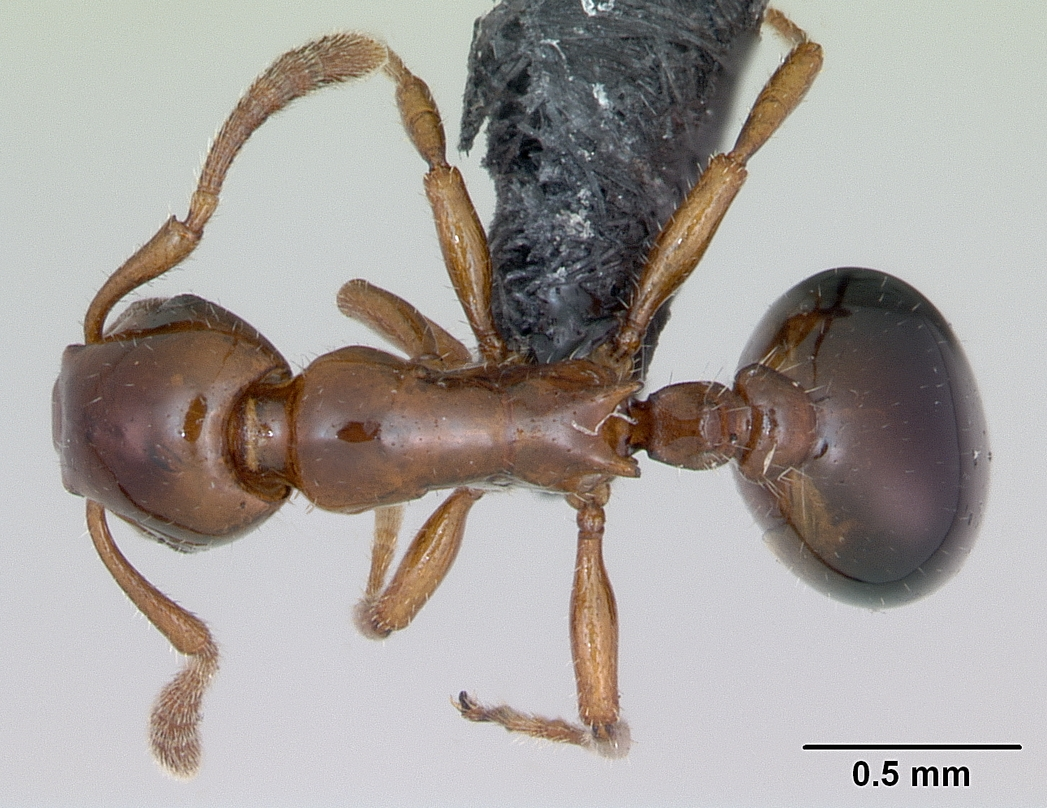
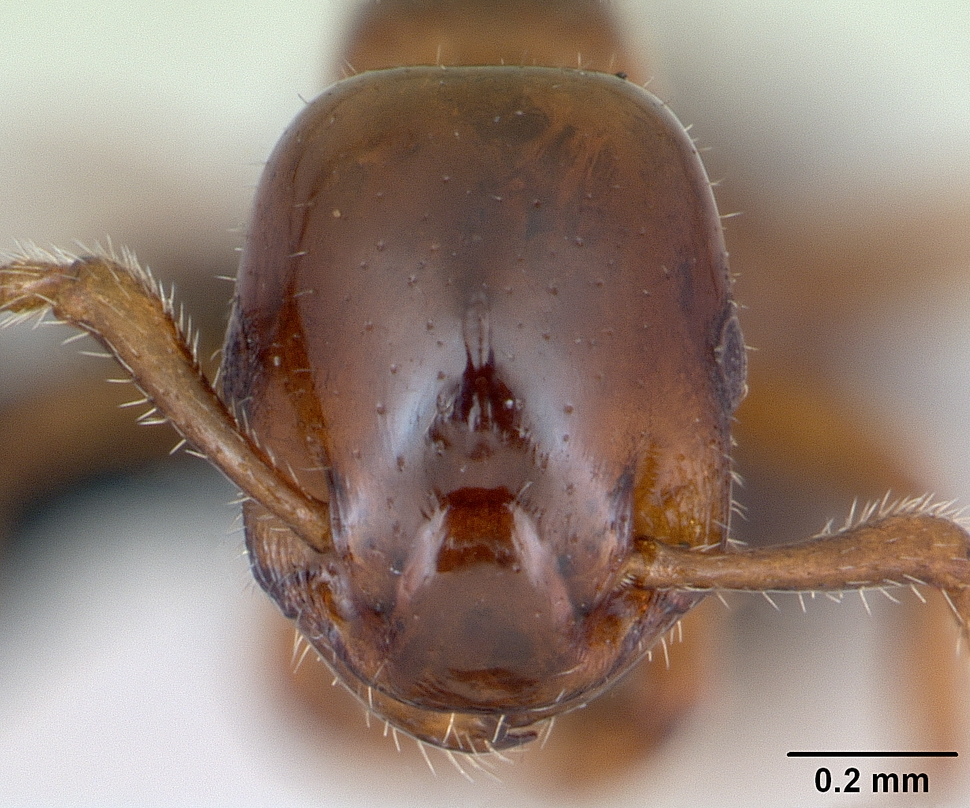
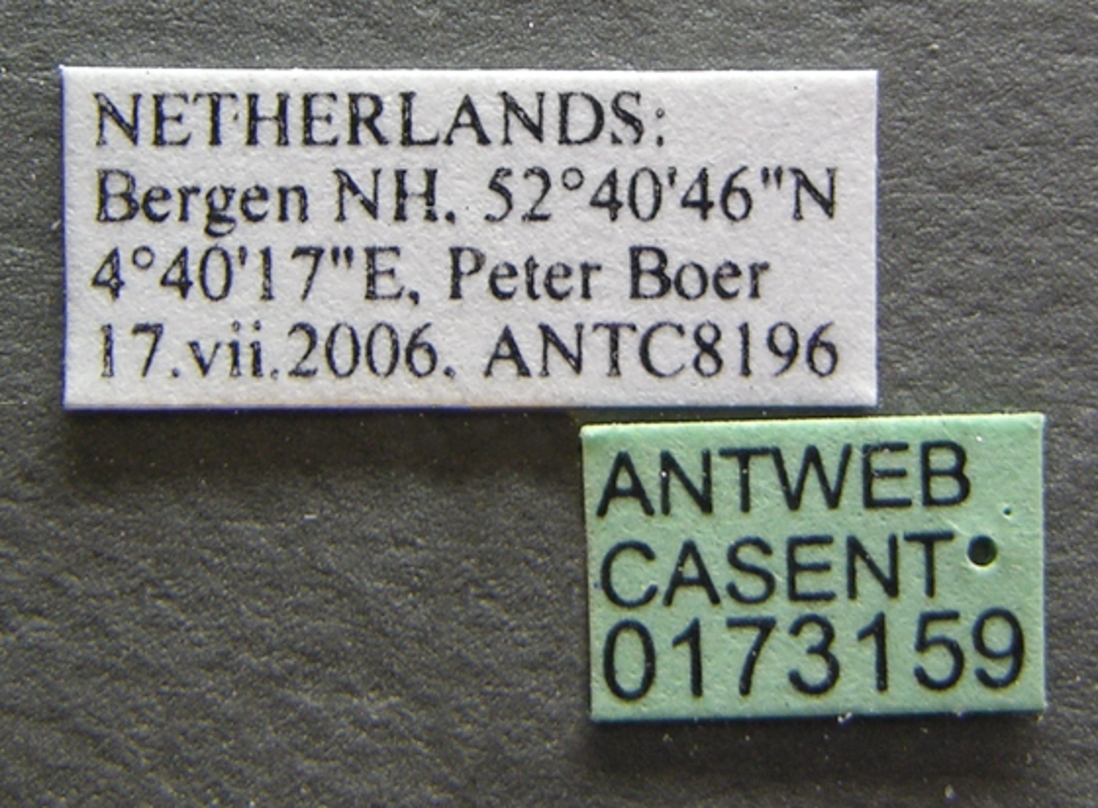
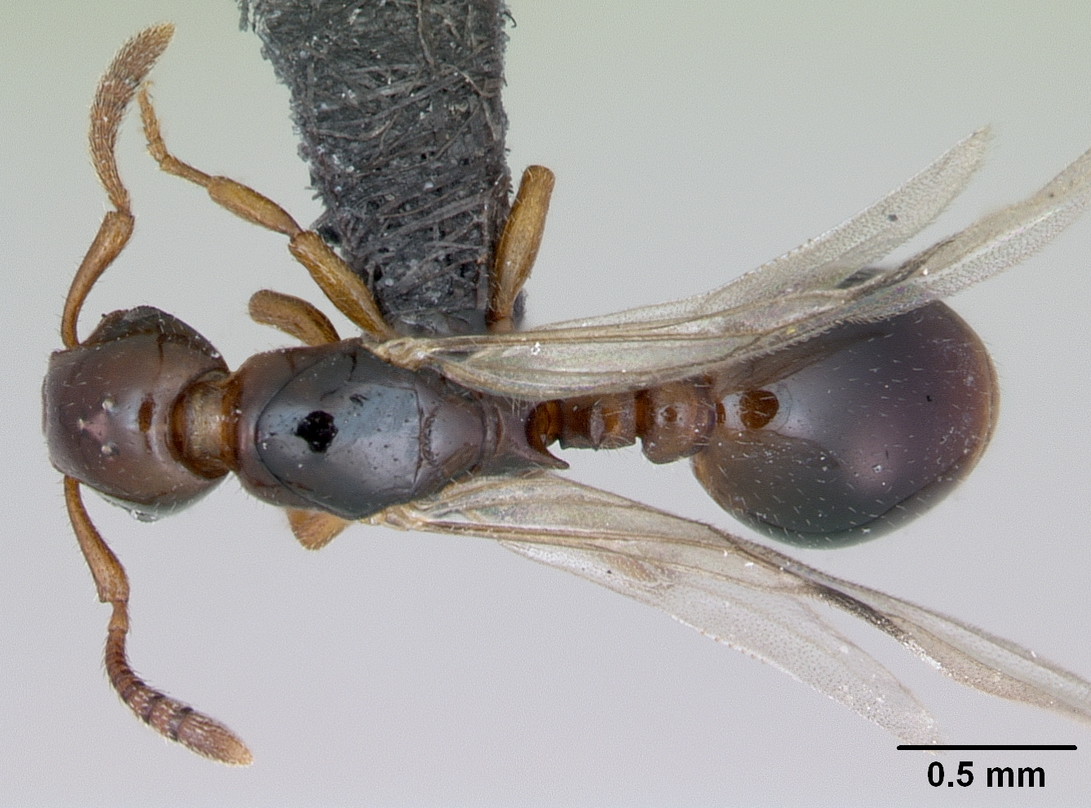
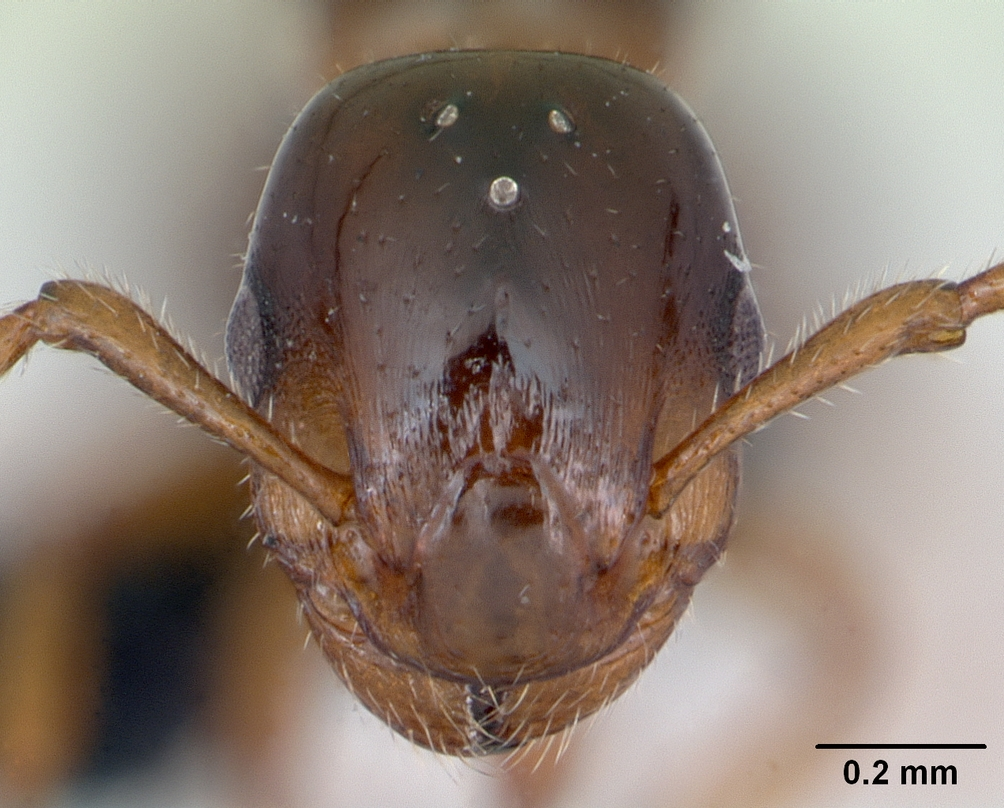
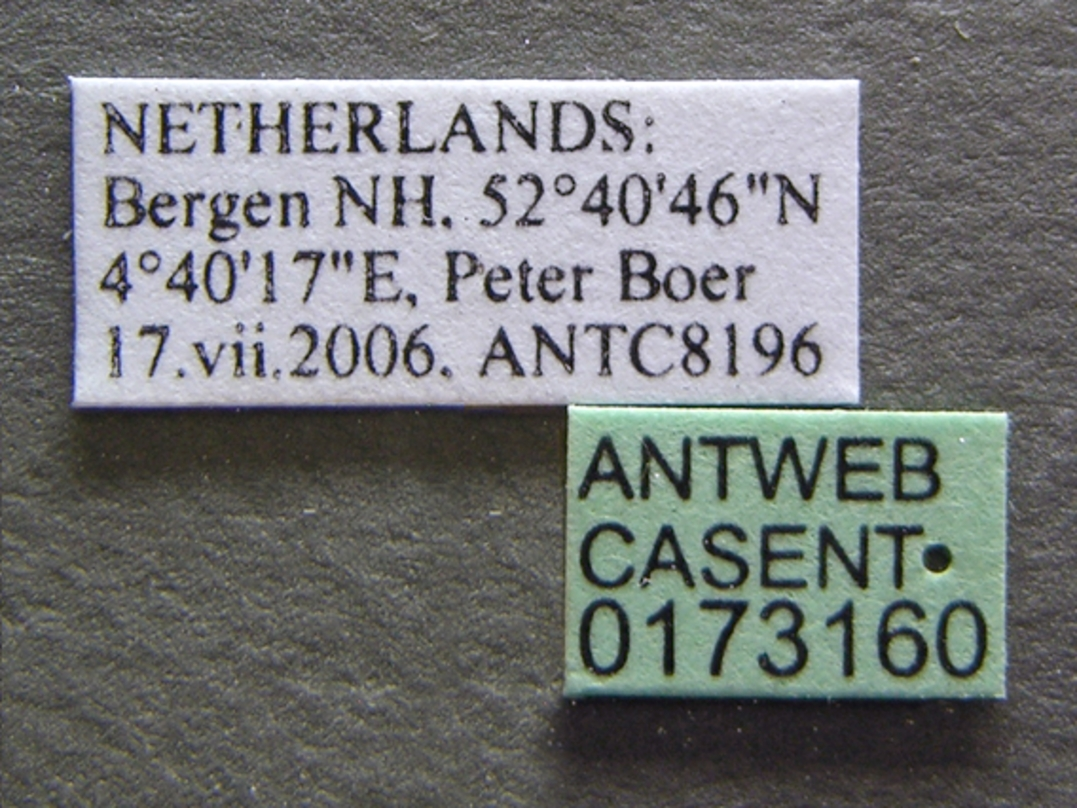